# Rok Benkovič
Rok Benkovič (Ljubljana, 1986. március 20.) szlovén síugró.

## Életrajza
Benkovič 11 éves korában kezdett sportolni. 6 év múlva Sollefteåban (Svédország), ezüstérmet nyert a junior-világbajnokságon 2003. február 3-án. Legnagyobb sikerét a 2005-ös északisí-világbajnokságon aratta, ahol megnyerte a középsáncversenyt. Első ugrása elképesztő 101 méter volt, a második körben csak biztonságit ugrott (91 métert), de ezzel is megőrizte az első helyet. A következő nap Primoz Peterka, Jernej Damjan, Jure Bogataj és Benkovic bronzérmet nyertek a csapatversenyben, középsáncon.
A 2006-os olimpián, Torinóban Benkovič 49. lett középsáncon, 29. nagysáncon, és a csapatversenyben is csak 10. lett a szlovén csapat.
Benkovič tartja a szlovén rekordot 226 méterrel, ezt 2005-ben ugrotta Planicán.
Kamnikban él.